# 2007年ウィンブルドン選手権
2007年 ウィンブルドン選手権（2007ねんウィンブルドンせんしゅけん、The Championships, Wimbledon 2007）は、イギリス・ロンドン郊外にある「オールイングランド・ローンテニス・アンド・クローケー・クラブ」にて、2007年6月25日から7月8日にかけて開催された。

## シニア

### 男子シングルス
ロジャー・フェデラー def.  ラファエル・ナダル, 7-6(7), 4-6, 7-6(3), 2-6, 6-2
- フェデラーが、1976年-1980年のビョルン・ボルグ以来27年ぶりとなるウィンブルドン「5連覇」を達成した。ナダルとの決勝戦所要時間「3時間45分」は、同選手権の男子シングルス決勝としては史上3番目の長さになる

### 女子シングルス
ビーナス・ウィリアムズ def.  マリオン・バルトリ, 6-4, 6-1
- ビーナスは2年ぶり4度目の優勝である。

### 男子ダブルス
アルノー・クレマン /  ミカエル・ロドラ def.  ボブ・ブライアン /  マイク・ブライアン, 6-7(5), 6-3, 6-4, 6-4

### 女子ダブルス
カーラ・ブラック /  リーゼル・フーバー def.  杉山愛 /  カタリナ・スレボトニク, 3-6, 6-3, 6-2

### 混合ダブルス
エレナ・ヤンコビッチ /  ジェイミー・マレー def.  アリシア・モリク /  ヨナス・ビョークマン, 6-4, 3-6, 6-1

## ジュニア

### 男子シングルス
ドナルド・ヤング def.  Uladzimir Ignatik, 7-5, 6-1

### 女子シングルス
ウルシュラ・ラドワンスカ def.  マディソン・ブレングル, 2-6, 6-3, 6-0

### 男子ダブルス
ダニエル・ロペス /  マッテオ・トレビサン def.  Roman Jebavý /  マーティン・クリザン, 7-6(5), 4-6, [10-8]

### 女子ダブルス
アナスタシア・パブリュチェンコワ /  ウルシュラ・ラドワンスカ def.  土居美咲 /  奈良くるみ, 6-4, 2-6, [10-7]